# 諾薩奇
48°8′41″N 35°40′19″E / 48.14472°N 35.67194°E
諾薩奇（烏克蘭語：Носачі），是烏克蘭的村落，位於該國中部第聶伯羅彼得羅夫斯克州，由錫涅利尼科沃區負責管轄，分別距離捷爾薩0.5公里和大米哈伊利夫卡2.5公里，海拔高度151米，2001年人口123。